# Fußball-Ozeanienmeisterschaft 2012
Die Fußball-Ozeanienmeisterschaft 2012 (engl.: OFC Nations Cup) war die neunte Ausspielung der ozeanischen Kontinentalmeisterschaft im Fußball und fand vom 1. bis 10. Juni 2012 erstmals auf den Salomonen statt. Für das Turnier waren mit Fidschi, Neuseeland, Neukaledonien, Papua-Neuguinea, Salomonen, Tahiti und Vanuatu sieben Teams gesetzt. Der achte Startplatz ging an den Sieger einer Qualifikationsrunde, an der die vier leistungsschwächeren Teams Ozeaniens teilnahmen und in der sich Samoa vor heimischer Kulisse durchsetzte. Gespielt wurde in zwei Gruppen à vier Teams. Die jeweiligen Gruppenersten und -zweiten erreichten das Halbfinale. Das Turnier diente gleichzeitig als zweite Runde der Qualifikation der Ozeanien-Zone für die Fußball-Weltmeisterschaft 2014 in Brasilien. Der Vertreter Ozeaniens bei der WM wurde jedoch unabhängig von den Ergebnissen der Finalrunde bestimmt. Insgesamt 131.700 Zuschauer bei den 16 Turnierspielen stellten einen neuen Rekord für die Fußball-Ozeanienmeisterschaft dar.
Der Sieger Tahiti war für den FIFA-Konföderationen-Pokal 2013 in Brasilien qualifiziert. In der WM-Qualifikation setzte sich jedoch letztendlich Neuseeland durch.

## Qualifikation
Die Qualifikation für die Ozeanienmeisterschaft fand nicht wie 2007 im Rahmen der Pazifikspiele statt. Die vier leistungsschwächeren Mitglieder der OFC (gemäß der Weltrangliste) spielten im Ligasystem vom 22. bis 26. November 2011 im Toleafoa J. S. Blatter Soccer Stadium in Apia auf Samoa den achten Teilnehmer des Hauptturnieres aus. Diese Qualifikation galt gleichzeitig als 1. Runde der Ozeanien-Qualifikation für die Fußball-Weltmeisterschaft 2014.
| Pl. | Land          | Sp. | S | U | N | Tore    | Diff. | Punkte |
| --- | ------------- | --- | - | - | - | ------- | ----- | ------ |
| 1.  | Samoa         | 3   | 2 | 1 | 0 | 005:300 | +2    | 07     |
| 2.  | Amerik.-Samoa | 3   | 1 | 1 | 1 | 003:300 | ±0    | 04     |
| 3.  | Tonga         | 3   | 1 | 1 | 1 | 004:400 | ±0    | 04     |
| 4.  | Cookinseln    | 3   | 0 | 1 | 2 | 004:600 | −2    | 01     |

|                    |   |                    |     |
| 22. November       |   |                    |     |
| Amerikanisch-Samoa | – | Tonga              | 2:1 |
| Cookinseln         | – | Samoa              | 2:3 |
| 24. November       |   |                    |     |
| Amerikanisch-Samoa | – | Cookinseln         | 1:1 |
| Samoa              | – | Tonga              | 1:1 |
| 26. November       |   |                    |     |
| Samoa              | – | Amerikanisch-Samoa | 1:0 |
| Tonga              | – | Cookinseln         | 2:1 |

Die beiden Spiele von Amerikanisch-Samoa, die ihnen 4 Punkte brachten, waren die ersten von der FIFA anerkannten nichtverlorenen Spiele in der Geschichte der amerikanisch-samoanischen Nationalmannschaft. Der Sieg über Tonga war außerdem das erste WM-Qualifikationsspiel, in dem es den Amerikanisch-Samoanern gelang, zwei Tore zu erzielen.

## Hauptwettbewerb
Der OFC-Nationen-Pokal wurde vom 1. bis 10. Juni 2012 in Honiara, der Hauptstadt der Salomonen ausgespielt. Alle Spiele fanden im Rahmen von Doppelveranstaltungen im Lawson Tama Stadium, das eine Kapazität von 25.000 Plätzen hat, statt. Die Gruppenspiele des OFC-Nationen-Pokals galten gleichzeitig als 2. Runde der Ozeanien-Qualifikation für die Fußball-Weltmeisterschaft 2014. Die vier Halbfinalisten ermittelten in der Zeit vom 7. September 2012 bis 26. März 2013 in einer weiteren Gruppenphase mit Hin- und Rückspielen den ozeanischen Vertreter für die interkontinentale Qualifikation gegen die viertbeste Mannschaft der CONCACAF-Zone.

### Gruppe A
| Pl. | Land          | Sp. | S | U | N | Tore    | Diff. | Punkte |
| --- | ------------- | --- | - | - | - | ------- | ----- | ------ |
| 1.  | Tahiti        | 3   | 3 | 0 | 0 | 018:500 | +13   | 09     |
| 2.  | Neukaledonien | 3   | 2 | 0 | 1 | 017:600 | +11   | 06     |
| 3.  | Vanuatu       | 3   | 1 | 0 | 2 | 008:900 | −1    | 03     |
| 4.  | Samoa         | 3   | 0 | 0 | 3 | 001:240 | −23   | 0      |

|               |   |               |      |
| 1. Juni       |   |               |      |
| Vanuatu       | – | Neukaledonien | 2:5  |
| Samoa         | – | Tahiti        | 1:10 |
| 3. Juni       |   |               |      |
| Vanuatu       | – | Samoa         | 5:0  |
| Tahiti        | – | Neukaledonien | 4:3  |
| 5. Juni       |   |               |      |
| Tahiti        | – | Vanuatu       | 4:1  |
| Neukaledonien | – | Samoa         | 9:0  |

### Gruppe B
| Pl. | Land            | Sp. | S | U | N | Tore    | Diff. | Punkte |
| --- | --------------- | --- | - | - | - | ------- | ----- | ------ |
| 1.  | Neuseeland      | 3   | 2 | 1 | 0 | 004:200 | +2    | 07     |
| 2.  | Salomonen       | 3   | 1 | 2 | 0 | 002:100 | +1    | 05     |
| 3.  | Fidschi         | 3   | 0 | 2 | 1 | 001:200 | −1    | 02     |
| 4.  | Papua-Neuguinea | 3   | 0 | 1 | 2 | 002:400 | −2    | 01     |

|                 |   |                 |     |
| 2. Juni         |   |                 |     |
| Fidschi         | – | Neuseeland      | 0:1 |
| Salomonen       | – | Papua-Neuguinea | 1:0 |
| 4. Juni         |   |                 |     |
| Fidschi         | – | Salomonen       | 0:0 |
| Papua-Neuguinea | – | Neuseeland      | 1:2 |
| 6. Juni         |   |                 |     |
| Papua-Neuguinea | – | Fidschi         | 1:1 |
| Neuseeland      | – | Salomonen       | 1:1 |

### Halbfinale
|            |   |               |           |
| 8. Juni    |   |               |           |
| Tahiti     | – | Salomonen     | 1:0 (1:0) |
| 8. Juni    |   |               |           |
| Neuseeland | – | Neukaledonien | 0:2 (0:0) |

### Spiel um Platz 3
|           |   |            |           |
| 10. Juni  |   |            |           |
| Salomonen | – | Neuseeland | 3:4 (0:3) |

### Finale
| Tahiti                                                  | Tahiti | Neukaledonien | Neukaledonien |
| ------------------------------------------------------- | --- | --- | ------------- |
| Tahiti                                                  | \| Sonntag, 10. Juni 2012 in Honiara (Lawson Tama Stadium) \| \| Ergebnis: 1:0 (1:0) \| \| Zuschauer: 9.000 \| \| Schiedsrichter: Peter O’Leary ( Neuseeland) \|                                                                                       | \| Sonntag, 10. Juni 2012 in Honiara (Lawson Tama Stadium) \| \| Ergebnis: 1:0 (1:0) \| \| Zuschauer: 9.000 \| \| Schiedsrichter: Peter O’Leary ( Neuseeland) \|                                                                              | Neukaledonien |
| Tahiti                                                  | Xavier Samin – Teheivarii Ludivion, Angelo Tchen, Nicolas Vallar , Vincent Simon – Lorenzo Tehau (89. Manaraii Porlier), Henri Caroine, Heimano Bourebare (91. Roihau Degage), Jonathan Tehau – Alvin Tehau, Steevy Chong Hue Cheftrainer: Eddy Etaeta | Rocky Nyikeine – Judikael Ixoee, Emile Béaruné, Joel Wakanumune, Dominique Wacalie – Olivier Dokunengo (66. Roy Kayara), Marius Bako, Georges Gope-Fenepej, Iamel Kabeu – Jacques Haeko, Bertrand Kaï Cheftrainer: Alain Moizan ( Frankreich) | Neukaledonien |
| Tahiti                                                  | 1:0 Steevy Chong Hue (10.) | | Neukaledonien |
| Tahiti                                                  | Lorenzo Tehau (54.), Angelo Tchen (62.) | Judikael Ixoee (30.), Marius Bako (39.), Olivier Dokunengo (50.), Emile Bearune (69.) | Neukaledonien |
| Sonntag, 10. Juni 2012 in Honiara (Lawson Tama Stadium) | | |               |
| Ergebnis: 1:0 (1:0)                                     | | |               |
| Zuschauer: 9.000                                        | | |               |
| Schiedsrichter: Peter O’Leary ( Neuseeland)             | | |               |

## Schiedsrichter
Hauptschiedsrichter
- Andrew Achari
- Isidore Assiene-Ambassa
- Chris Kerr
- Peter O’Leary
- Gerald Oiaka
- John Saohu
- Norbert Hauata
- Abdelkader Zitouni
- Bruce George

Schiedsrichterassistenten
- Terry Piri
- Ravinesh Kumar
- Jan-Hendrik Hintz
- Mark Rule
- David Charles  1
- Jackson Namo
- Paul Ahupu
- Tevita Makasini
- Michael Joseph

## Beste Torschützen
| Rang | Spieler         | Tore |
| ---- | --------------- | ---- |
| 1    | Jacques Haeko   | 6    |
| 2    | Chris Wood      | 5    |
|      | Lorenzo Tehau   | 5    |
| 4    | Benjamin Totori | 4    |
|      | Bertrand Kai    | 4    |
|      | Alvin Tehau     | 4    |
|      | Jonathan Tehau  | 4    |
| 8    | Robert Tasso    | 3    |

Weitere 7 Spieler mit je zwei und 15 Spieler mit einem Tor.

## Auszeichnungen
Den „Goldenen Ball“ für den besten Spieler des Turniers erhielt der Tahitianer Nicolas Vallar, den „Goldenen Schuh“ für den besten Torschützen der Neukaledonier Jacques Haeko und den „Goldenen Handschuh“ für die beste Torhüterleistung sein Landsmann Rocky Nyikeine. Als fairstes Team wurde die Salomonische Fußballnationalmannschaft ausgezeichnet.

## Auswirkungen auf die FIFA-Weltrangliste
Durch den Sieg verbesserte sich Tahiti in der am 4. Juli 2012 veröffentlichten FIFA-Weltrangliste um 41 Plätze auf Rang 138. Auch die Platzierten verbesserten sich; Neukaledonien um zwölf Plätze auf Rang 143, Neuseeland um fünf Plätze auf Rang 95 und die Salomon-Inseln um neun Plätze auf Rang 174. Die meisten Plätze verlor Samoa, das 17 Plätze verlor und auf Rang 173 zurückfiel.